# Печера у каррах
Печера у каррах (рос. В каррах) — карстова печера в Самаркандській області Узбекистану, на плато Кирктау, східних відрогах Зеравшанського хребта, гірської системи Паміро-Алай. Печера вертикального типу простягання. Загальна протяжність — 22 м. Глибина печери становить 38 м. Категорія складності проходження ходів печери — 1.